# Evan Karagias
Evan Karagias (Gastonia, 27 novembre 1973) è un wrestler statunitense.

## Nel wrestling

### Mosse finali
- Outrageous Corkscrew (Corkscrew senton)

### Manager
- Madusa
- Spice
- Tank Abbott
- Rob Black

## Titoli e riconoscimenti
- AWA Superstars of Wrestling
  - AWA Superstars of Wrestling Heavyweight Championship (3)
- Heartland Wrestling Association
  - HWA Tag Team Championship (1) – con Shannon Moore
- Pro Wrestling Illustrated
  - 123º tra i 500 migliori wrestler singoli secondo PWI 500 (2000)
- World Championship Wrestling
  - WCW Cruiserweight Championship (1)
  - WCW Hardcore Championship1 (1)

1 Karagias ha difeso il titolo con Shannon Moore e Shane Helms sotto la "Freebird Rule".